# Hôtel Florida (Madrid)
L'hôtel Florida, situé sur la face sud de la Plaza del Callao à Madrid, était un hôtel de luxe où furent logés la plupart des correspondants de guerre étrangers détachés à Madrid pendant la guerre civile espagnole (1936–1939).

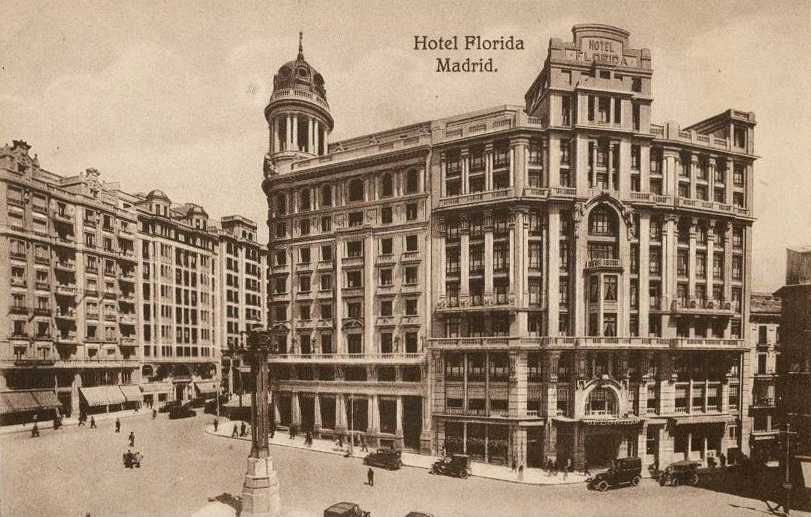
Hôtel Florida à Madrid, dans les années 1920.

En 1964, l'hôtel Florida a été démoli, et deux chaines de magasins se sont succédé sur son emplacement.

## Histoire
C'est le célèbre architecte Antonio Palacios (surnommé « le constructeur de Madrid ») qui, secondé par les ingénieurs Torán y Harguindey, construit l'hôtel à la commande des futurs directeurs-propriétaires Doña Justa Aedo, Don Francisco Aedo et Don Manuel Morán.
Situé dans l'élégant quartier d'affaires du centre de Madrid, à l'angle de la future  Gran Vía alors en construction, l'hôtel Florida a été inauguré le 1er février 1924.
Sa façade était de marbre (Antonio Palacios était connu pour son utilisation des qualités esthétiques ou pratiques des diverses variétés de pierre de taille), il disposait de 200 chambres, toutes avec salle de bain, WC, chauffage central, téléphone urbain et inter-urbain.
Parmi ses plus célèbres clients figurent Charlie Chaplin (1925), Miguel de Unamuno (1931), Pablo Neruda, Rafael Alberti ou encore Federico García Lorca (1934), ce dernier y donnant une pièce de théâtre. En 1958 y est présenté le joueur du Real Madrid Ferenc Puskás.
Démoli en 1964, l'hôtel Florida a laissé place à des grands magasins : tout d'abord Galerías Preciados, puis El Corte Inglés. Des journées mémorielles annuelles « Hôtel Florida » sont organisées par l'enseigne depuis 2019.

## «L'hôtel des correspondants de guerre»
Les journalistes correspondants de guerre, les écrivains et les intellectuels étrangers logeaient au Florida pendant la bataille de Madrid : Mikhaïl Koltsov, de la Pravda ; Geoffrey Cox, du News Chronicle ; Henry Buckley, du The Daily Telegraph ; le Polonais  Ksawery Pruszynski, de la revue Wiadomosci Lireackie ; l'Américaine Virginia Cowles (en), ou encore Herbert L. Matthews, du The New York Times. En février 1937 suivront le couple de photographes Robert Capa et Gerda Taro.
Tous ces écrivains et journalistes (qui ont croisé les Britanniques  W. H. Auden, Stephen Spender, Kim Philby et George Orwell, les Français André Malraux et Antoine de Saint-Exupéry, l'Américain Errol Flynn, et de nombreux autres journalistes et écrivains (en)) se retrouvaient aussi, non loin de là, à l'Edificio Telefónica (d'où ils envoyaient leurs « papiers » à la rédaction de leur journal après les avoir soumis à la censure) et à l'hôtel Gran Vía (à côté du bar Chicote). Ceux qui se trouvaient à Madrid avaient en principe déjà des sympathies pour la cause républicaine, et s'ils n'en avaient pas au départ, ils en acquéraient vite : comme l'a dit Paul Preston : « La plupart des journalistes prirent parti pour les Républicains espagnols, en partie à cause des horreurs qu'ils voyaient (comme le bombardement des civils), mais surtout parce qu'ils comprirent bientôt que ce qui se passait en Espagne était la lutte de chacun. » (« The bulk of the reporters became so committed to the Republic, partly because of the horrible things they saw such as the bombing of civilians, but even more so because they felt that what was going on in Spain was everybody's fight. »).
Pendant le siège de Madrid, l'hôtel fut atteint par au moins une trentaine d'obus. En effet, la proximité de l'Edificio Telefónica, qui était le gratte-ciel le plus haut de Madrid et servait de poste d'observation aux républicains, valait à l'hôtel Florida d'être souvent touché par les obus de l'artillerie de siège nationaliste. En fait, c'était surtout la façade de l'hôtel Florida qui était exposée : elle faisait face au Cerro Garabitas (es), une colline qui domine Madrid et fait partie du parc de la Casa de Campo; le cerro Garabitas  avait été conquis par les nationalistes lors de la bataille de la Cité universitaire de Madrid, à l'automne 1936, et le front s'était stabilisé à cet endroit, malgré les attaques répétées des fascistes comme des républicains. Madrid a été la première ville dont la population civile a été soumise à des bombardements systématiques et aveugles par les assiégeants.
Le dernier des correspondants de guerre étrangers à quitter le Florida fut O. D. Gallagher, du Daily Express de Londres. Il fut aussi le seul à attendre les troupes franquistes, et quand elles entrèrent à Madrid le 28 mars 1939, il faillit être fusillé alors qu'il essayait d'envoyer sa chronique à Londres, depuis l'Edificio Telefónica.

## Le couple Hemingway-Martha Gellhorn
À l'hôtel Florida logeaient aussi Ernest Hemingway, envoyé de la NANA (North American News Association) et sa maîtresse Martha Gellhorn journaliste du Collier's Weekly, qui deviendra, en 1940, sa troisième épouse.
Hemingway a écrit sa pièce La Cinquième Colonne à l'hôtel Florida,. Selon sa préface, il cachait le manuscrit dans un matelas quand il quittait l'hôtel au cas où un obus aurait dévasté sa chambre et était heureux de le retrouver intact à son retour.
Dans La Cinquième Colonne, Ernest Hemingway décrit les bombardements souvent nocturnes ou à l'heure de la sortie des cinémas, le départ de l'obus comme une note criarde et fortissimo de banjo, le sifflement crescendo de l'obus, le fracas d'arrivée du projectile, le tintements des carreaux  brisés, les cris des passants blessés dans la Gran Via ou la plaza del Callao, puis les timbres des ambulances... Il décrit aussi l'ambiance bohème de l'hôtel pendant l'hiver 1936-1937 : fenêtres ouvertes malgré le froid pour éviter les bris de vitres lors des bombardements, les nombreux drinks dans la journée pour supporter le froid, le bruit constant de la fusillade au loin, la promiscuité bon enfant mais la surveillance incessante des services secrets, les bagarres à l'aube au retour de la tournée des bars effectuée pendant la longue nuit espagnole. Les correspondants cuisinaient dans les chambres et ouvraient des conserves de luxe venues de France, cependant que le directeur essayait de garder un semblant de standing à son établissement, tout en quémandant un peu de nourriture.
Le film de Philip Kaufman Hemingway and Gellhorn retrace la romance amoureuse des deux correspondants de guerre, narrée du point de vue de Martha Gellhorn. Pour les besoins du film, une partie de l'hôtel Florida a été reconstruite dans une gare ferroviaire désaffectée à Oakland en Californie.

## Séjour de John Dos Passos
Au printemps 1937, John Dos Passos arriva à l'hôtel Florida alors que, plein d'inquiétude, il recherchait son ami José Robles Pazos, un intellectuel espagnol, devenu professeur à l'université de Baltimore, qui était « disparu ». Le couple Hemingway-Gellhorn ne lui apporta ni réconfort ni aide dans sa quête (voir l'article José Robles Pazos).

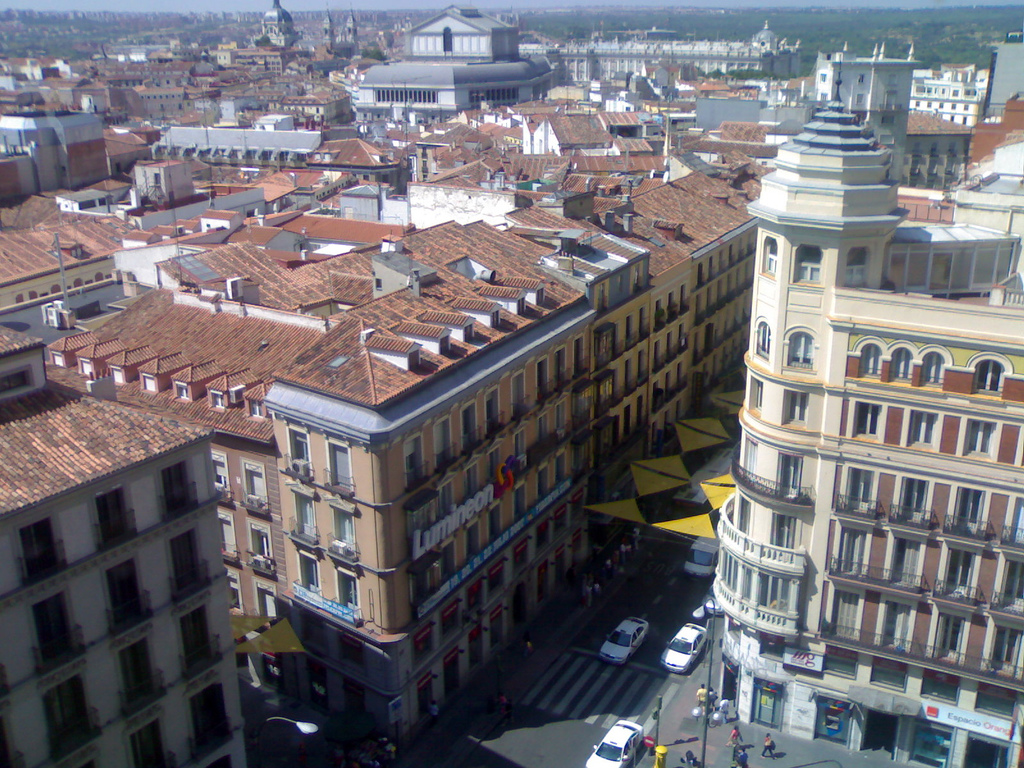
La plaza del Callao et le centre de Madrid, tels que John Dos Passos pouvait les voir des fenêtres de l'hôtel Florida. Au fond, le Teatro Real, et le Palacio Real d'Oriente (palais royal de Madrid).

Plus tard, en janvier 1938, Dos Passos écrivit pour la revue Esquire un article intitulé « Chambre avec bain à l'hôtel Florida »,, et sous-titré : « Quand les obus vous tombent dessus sans cesse alors que vous vous rasez, il est agréable d'avoir dans les narines le parfum du savon ». « Ma chambre est au septième ou huitième étage, écrit Dos Passos. L'hôtel est sur une colline. De ma fenêtre je peux voir tous les vieux quartiers de Madrid, avec les  toits serrés les uns contre les autres, couverts de tuiles enfumées tachées de jaune clair et de rouge, sous le ciel qui dès l'aube est  d'un bleu métallique et brillant. Cette ville compacte s'étend à perte de vue, avec ses rues étroites, ses cheminées sans fumée, ses tours aux coupoles brillantes et ses flèches couvertes d'ardoise, typiques de la Castille du XVIIe siècle... ... [La nuit, dès que le bombardement commence] de tous côtés s'ouvrent soudain les portes qui donnent sur la fontaine cristalline. Hommes et femmes à demi-vêtus, traînant valises et oreillers, fuient précipitamment les chambres donnant sur la façade, et se réfugient dans les chambres de derrière. Un employé aux cheveux ondulés pénètre dans les chambres et en ressort, en tenant dans les bras des filles qui rient ou pleurnichent. Grand étalage de chevelures et de lingerie. Plus bas, les correspondants de guerre se déplacent, à moitié endormis. ».

## L'hôtel Florida et Hemingway en 1937 vus par George Packer
George Packer écrit dans The New Yorker du 31 octobre 2005 une critique du livre de Stephen Koch « The Breaking Point: Hemingway, dos Passos, and the murder of José Robles » : « Il y eut un moment, écrit Packer, en avril 1937, où la génération perdue du Paris des années '20 se trouva réunie à Madrid. L'occasion en était la Guerre civile espagnole, déjà dans son neuvième mois. L'hôtel Florida était régulièrement bombardé, mais cela, pas plus que les privations dues au siège par les fascistes, n'empêchait Ernest Hemingway, John Dos Passos, Josephine Herbst (en) et Martha Gellhorn ... ... de bien vivre. L'hôtel Florida n'était pas le « Café des Amateurs » mais Hemingway réussissait à obtenir (en partie grâce à ses excellentes relations avec le gouvernement républicain espagnol et avec l'état-major soviétique) la meilleure nourriture et le meilleur brandy de Madrid. Tous les matins, les autres pensionnaires de l'hôtel étaient réveillés par l'odeur des œufs au bacon et du café préparés dans la chambre 108 par l'ordonnance  d'Hemingway, aux frais de l'Internationale communiste. La fête mobile (moveable feast) chassait la Décade Rouge. Hemingway était un élément atypique dans la guerre civile. Il avait depuis longtemps conclu une paix séparée avec la guerre de sa jeunesse, et avait fait de la sobrieté de style (la sobrieté des vaincus stoïques, des demi-soldes noblement blessés) le pivot de son talent ; l'anti-héros hémingwayen, revenu de toutes les causes, était devenu un archétype si populaire que de nombreux romans, des films, et même des personnages de la vie réelle étaient devenus laconiques par imitation. Cependant, dans les années '30, le communisme était à la mode dans la littérature nord-américaine, et on voyait réapparaitre le langage noble, romantique, que Hemingway avait condamné à la fin de A Farewell to Arms (L'Adieu aux armes) : ... Pour Hemingway, les années '30, ce n'était ni les grèves dans les mines de charbon ni le procès des Scottsboro Boys, mais les corridas, la pêche au marlin, la grande chasse, et un pouvoir créateur déclinant, qu'il cherchait à consolider. En 1936, dix ans après sa période de pauvreté et de bonheur, il était devenu son principal imitateur – une célébrité internationale qui n'avait rien publié depuis sept ans, et n'avait qu'un mauvais roman (En avoir ou pas) en cours d'écriture. Il se lassait de sa seconde épouse, la riche et superficielle Pauline, qui l'adorait... Avec l'instinct d'un animal qui sent venir la catastrophe, Hemingway, à 37 ans, va trouver deux dérivatifs familiers : la violence et le sexe. »

## Hommages

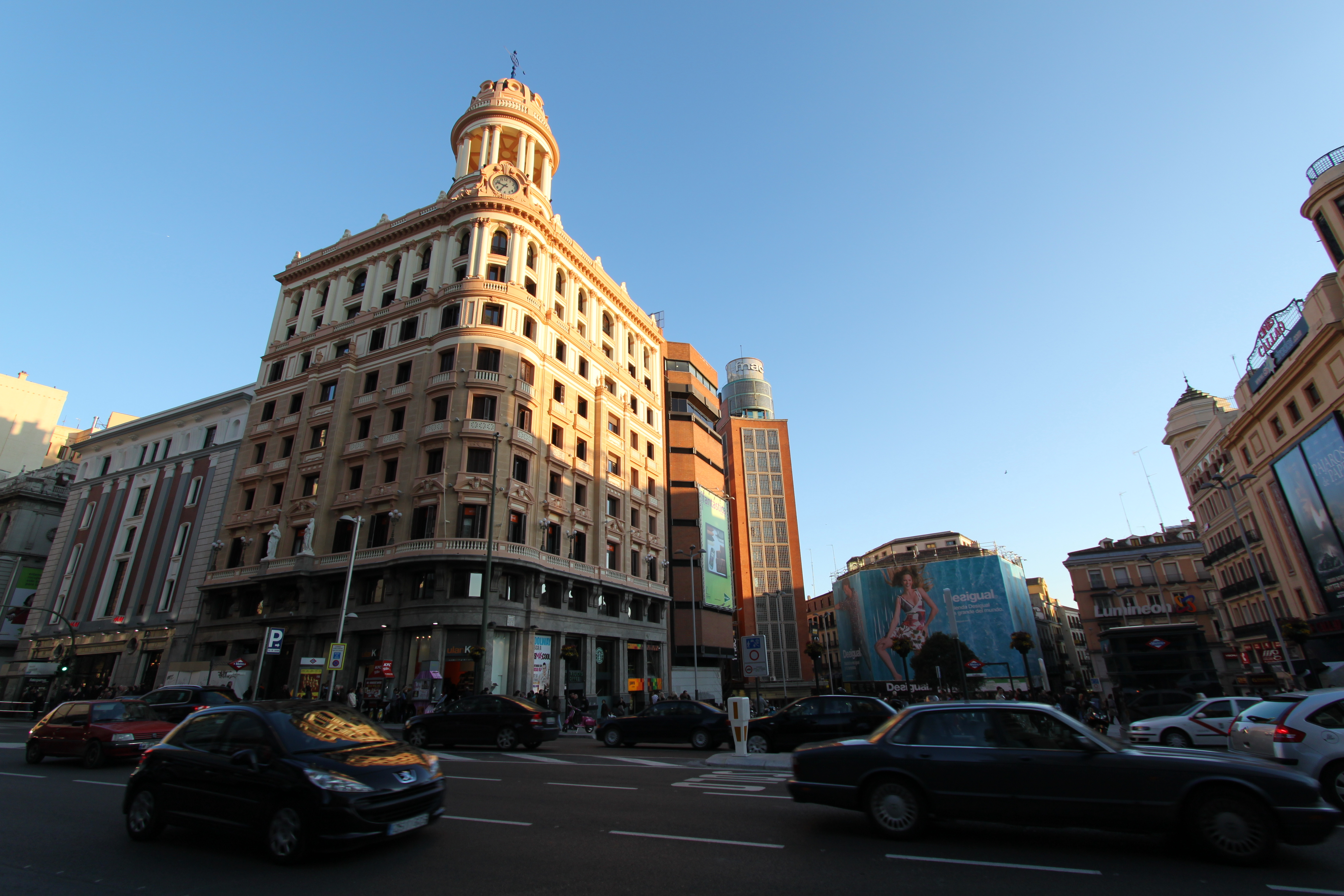
Vue actuelle de la Plaza del Callao : ledificio « La Adriática » et sa gloriette surmontée d'une croix subsistent de nos jours, mais l'hôtel Florida a cédé la place aux grands magasins Galerías Preciados, puis El Corte Inglés (en brique rouge). À l'extrême droite, le grand cine Callao, construit en 1926. Dans sa pièce La Cinquième Colonne, Hemingway écrit que les fascistes canonnaient la plaza del Callao à l'heure de la sortie du cinéma.

La salle de gala du Florida a vu de nombreuses cérémonies ; la première, en 1924, eut lieu en l'honneur de l'écrivain Edmundo Palacios Valdés.
En 2006, l'Institut Cervantes et la Fondation Pablo Iglesias ont monté une exposition à New York : nommée « Correspondants de guerre en Espagne », elle évoquait les pensionnaires qui ont logé au Florida dans les années 1936-1937.